# Lúcia Bettencourt
Lúcia Bettencourt es una escritora brasileña nacida en Río de Janeiro.

## Obra
Doctora en literatura comparada, sus cuentos han recibido los premios SESC, Josué Guimarães y Osman Lins, han sido traducidos al inglés y han sido publicados en revistas y portales como The Drawbridge, Words Without Borders, Brasil/Brazil o The Dirty Goat. Ha publicado las obras A secretária de Borges, Linha de Sombra y O amor acontece (todas ellas en la editorial Record), así como libros infantiles como O sapo e a sopa, A cobra e a corda y Botas e bolas (editorial Escrita Fina) y un libro de ensayos, O Banquete: uma degustação de textos e imagens, ganador del premio de la Academia Brasileña de Letras.

## Premios
- Premio SESC de Literatura 2006, por A secretária de Borges.[2]
- I Premio Osman Lins de Relato Corto, por "A cicatriz da Olímpia".
- Premio del 10.º Concurso de Cuentos Josué Guimarães (2007).
- Premio de la Academia Brasileña de Letras de Ensayo, Crítica e Historia Literaria 2013 por O Banquete: uma degustação de textos e imagens.